# Solanum campechiense
Solanum campechiense är en potatisväxtart som beskrevs av Carl von Linné. Solanum campechiense ingår i släktet skattor som ingår i familjen potatisväxter. Inga underarter finns listade i Catalogue of Life.